# مارجيت أوسترلوه
مارجيت أوسترلوه (بالألمانية: Margit Osterloh)‏ هي اقتصادية ومهندسة ألمانية، ولدت في 23 يوليو 1943 في براندنبورغ آن در هافل في ألمانيا.